# Syntherata olivacea
Syntherata olivacea är en fjärilsart som beskrevs av Friedrich Wilhelm Niepelt 1934. Syntherata olivacea ingår i släktet Syntherata och familjen påfågelsspinnare. Inga underarter finns listade i Catalogue of Life.